# Horní Marklovice
Horní Marklovice (polsky Marklowice Górne, německy Ober-Marklowitz) jsou vesnice v jižním Polsku ve Slezském vojvodství v okrese Těšín v gmině Žibřidovice. Leží přímo u českých hranic na území Těšínského Slezska na řece Petrůvce. Sousedí se Žibřidovicemi na západě, městem Jastrzębie-Zdrój na severu, Petrovicemi u Karviné na západě a Karvinou na jihu. V roce 2011 zde žilo 1 094 obyvatel.
Jedná se o východní část původní vesnice, jejíž západní část – Dolní Marklovice – patří k České republice a je od roku 1952 součástí Petrovic u Karviné. Poprvé byly Marklovice, zmiňované už v listině vratislavského biskupství z doby kolem roku 1305, rozděleny na Dolní a Horní v 17. století. V 19. století však tvořily opět jednou obec. K jejímu trvalému rozdělení došlo v důsledku rozdělení Těšínska v červenci 1920. Dolní Marklovice připadly rozhodnutím Konference velvyslanců Československu a byly po druhé světové válce připojeny k Petrovicím, zatímco Horní se ocitly na polské straně hranice a jsou samostatnou obcí v rámci gminy Žibřidovice.
Probíhá tudy železniční trať spojující Krakov a Katovice s Bohumínem – někdejší Severní dráha císaře Ferdinanda, dnes využívaná mezinárodní nákladní a osobní dopravou. V samotných Marklovicích však neexistuje žádná zastávka, nejbližšími stanicemi jsou Zebrzydowice (tam zastavují mezinárodní expresy a regionální vlaky do Těšína a Čechovic-Dědic) a Petrovice u Karviné (se spoji do Dětmarovic).